# رود خوليت صجف يونس
رود خوليت صجف يونس (بالإندونيسية: Ruud Gullit Sagaf Yunus)‏ هو لاعب كرة قدم إندونيسي في مركز الوسط، ولد في 9 ديسمبر 1992 في جزيرة تيرنات في إندونيسيا. لعب مع PSIS Semarang ‏.